# NGC 4294
NGC 4294 is een balkspiraalstelsel in het sterrenbeeld Maagd. Het hemelobject werd op 15 maart 1784 ontdekt door de Duits-Britse astronoom William Herschel.

## Synoniemen
- UGC 7407
- IRAS 12187+1147
- MCG 2-32-9
- VCC 465
- ZWG 70.24
- KCPG 330B
- PGC 39925